# 在臺日本人引揚

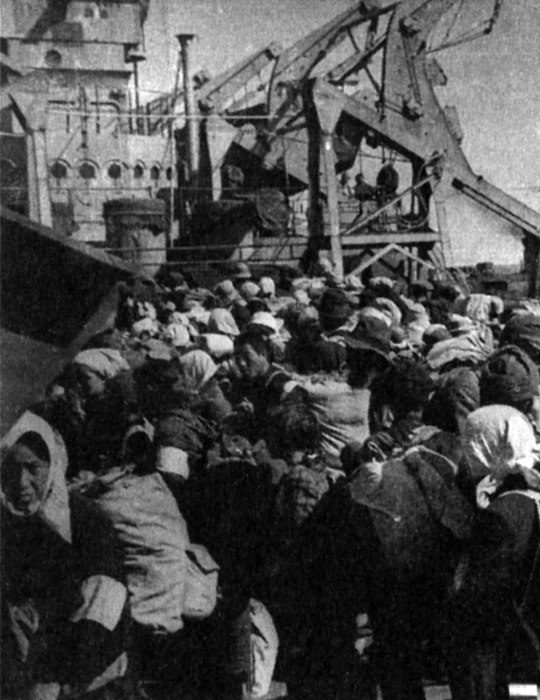
在臺日本人遣返

在臺日本人遣返是指第二次世界大戰結束後，日本政府在1946年2月21日於臺灣展開在臺日本人的引揚行動。

## 背景

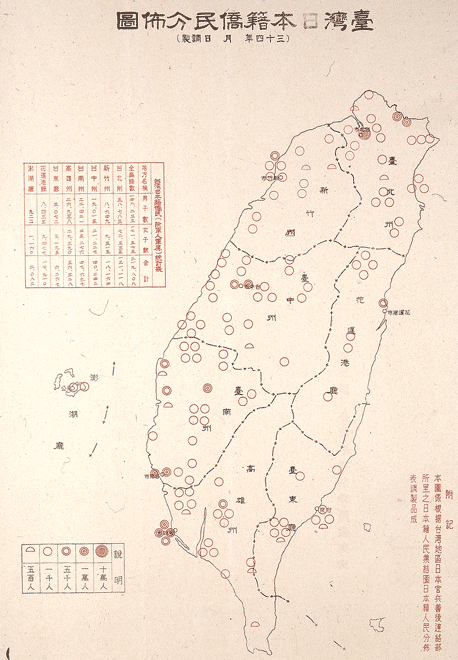
1945年32萬在臺日僑分布圖

1945年，大日本帝國接受《波茨坦宣言》無條件投降，隨即開始安排外地日本人的引揚計畫。根據初步規劃，居住在臺灣的日本人撤離並非優先事項，而是預計於最終階段執行。這是因為相較於滿洲等地，臺灣的治安情勢穩定，未發生大規模的衝突。
戰後初期，駐留臺灣的日本人中，實際希望返回本國者相對較少。這主要因為戰前戰後，當地臺灣人對日人並未表現出敵意，使其較少感受到不安。與朝鮮、滿洲等地的日本人相比，臺灣的日本人在戰敗後的心態上顯得相對獨特。在戰爭結束時，在臺灣的日本人總計約有48萬8000人，國民黨政權設立「臺灣地區日本官兵善後聯絡部」，由總督安藤利吉擔任部長，農商務局長須田一二三擔任副部長。實際業務由副部長負責。
多數居住於都市的在臺日本人，雖然因物資短缺被迫變賣生活用品，但仍可自由行動，亦未遭驅離住所。此外，戰前發行的臺灣銀行券在戰後仍作為主要流通貨幣，經濟秩序未如其他地區般急遽崩壞。與朝鮮的日本人自發組織自衛團不同，在台日本人並未建立類似組織，因為臺灣總督府在戰後仍持續運作，提供一定程度的行政管理。
然而，隨著臺灣政權交接，治理核心轉移至陳儀領導的臺灣省行政長官公署，政治環境發生變化。臺灣人的政治參與受限，社會上逐漸積累對政府的不滿。此外，來自中國大陸的通貨膨脹問題、語言與文化差異帶來的摩擦，使得臺灣社會對新政府的不信任感不斷加深，進而波及到日本人。由於接收過程引發的失業潮、物價飆升以及反日情緒的上升，使得原本安穩度日的日本人開始產生歸國意願。

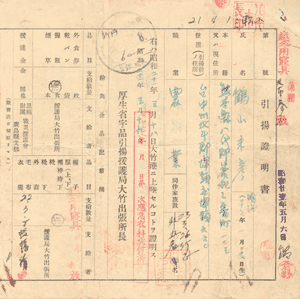
遣返者證明書

1945年10月，隨著臺灣接收逐步落實，臺灣總督府的影響力亦逐漸式微。此外，戰敗時駐紮臺灣的日軍共約22萬人，儘管戰後解除現地招募士兵與臺籍軍人的服役，使軍隊規模縮減至約17萬人，但其持續駐留仍被聯合國視為潛在的不安定因素。由於當時日本缺乏足夠的運輸船隻，聯合國決定優先調度船舶以加速日軍撤離。最初，軍人與軍屬的遣返被列為首要任務，而自1946年2月21日起，正式開始安排一般民間人的歸國行動。該計畫分為數個階段，其中以第一次至第三次大規模撤離為主。
1945年12月31日，臺灣省行政長官公署成立「臺灣省日僑管理委員會」由民政處長周一鶚兼任主任委員，副處長高良佐、日俘遣送處長王成章二人兼常務委員，另以美軍聯絡處派代表麥羅期為顧問。並於1946年2月15日公布「臺灣省日僑遣送應行注意事項」。根據規定，日僑是否留在臺灣，主要其志願及政府需求需之標準。其中，雖志願留臺，但政府認為無留下留臺需要者就會被遣送回日；反之，即使有日僑希望回國，但若具備學術、技術或其他特殊專長，仍會被徵用並令其留臺。日僑遣送工作由臺灣省日僑管理委員會負責，而日俘遣返工作則由臺灣省警備總司令部成立之日俘處理處負責。期間，各法令彙編成冊《臺灣省日僑管理法令輯要》，於1946年出版。。
臺灣引揚行動最終共撤離日本軍人及軍屬15萬7,388人，民間人32萬2,156人，合計47萬9,544人。

## 第一次歸國
第一次歸國行動自1946年2月21日至4月29日進行，期間撤離28萬4,105人，其中包括軍人軍屬家屬8,208人、遺族與留守家屬5萬9,941人、一般日僑21萬5,956人。
| 軍人、軍屬家族 | 8,208人     |
| 遺族、留守家族 | 5萬9,941人  |
| 一般日僑       | 21萬5,956人 |
| 合計           | 28萬4,105人 |

「日僑」一詞源自中華民國方面，類比於華僑，用來指稱居住於海外的日本人。當時分布在臺灣各地的日本人被集中到基隆港、高雄港、花蓮港的「集中營」後，再從這些港口搭船離台。所謂「集中營」，指的是臨時設置在碼頭的倉庫。每位引揚者遣送回國時，必須填寫移交清冊、遣送日僑回國證明書等相關文件、「私人財產清冊」的證明，僅被允許攜帶現金1000日圓、途中所需的食物以及兩個背包的必需品。
自1946年3月2日起的航班開始留下詳細的出航紀錄，包括每日出發人數及出發地點。根據這些紀錄，從3月2日到4月18日期間，每天都有遣返行動，短短兩個月內便將近3萬人送返日本。此外，日方於戰爭結束初即合併原有之協和會與互助會，組織蓬萊俱樂部負責辦理日人救濟互助事宜。旋因臺灣省行政長官公署的疑慮而解散。繼於1946年1月1日改組「日僑互助會」以負責臺灣省日僑管理委員會內之日方業務。
| 日期 | 基隆港  | 高雄港 | 花蓮港 | 三港合計 |
| ---- | ------- | ------ | ------ | -------- |
| 3/2  | 2,616   | 0      | 0      | 2,616    |
| 3/3  | 3,148   | 0      | 0      | 3,148    |
| 3/4  | 4,645   | 0      | 0      | 4,645    |
| 3/5  | 2,380   | 0      | 0      | 2,380    |
| 3/6  | 5,715   | 11     | 0      | 5,726    |
| 3/7  | 0       | 316    | 0      | 316      |
| 3/8  | 0       | 159    | 0      | 159      |
| 3/9  | 7,471   | 104    | 0      | 7,575    |
| 3/10 | 7,656   | 0      | 0      | 7,656    |
| 3/11 | 5,208   | 938    | 0      | 6,146    |
| 3/12 | 3,641   | 2,528  | 0      | 6,169    |
| 3/13 | 257     | 1,857  | 0      | 2,114    |
| 3/14 | 13,115  | 0      | 0      | 13,115   |
| 3/15 | 1,207   | 2,588  | 0      | 3,795    |
| 3/16 | 3,429   | 5,075  | 0      | 8,504    |
| 3/17 | 5,675   | 6,560  | 0      | 12,235   |
| 3/18 | 5,430   | 0      | 0      | 5,430    |
| 3/19 | 8,169   | 3,231  | 0      | 11,400   |
| 3/20 | 1,056   | 0      | 0      | 1,056    |
| 3/21 | 1,524   | 0      | 0      | 1,524    |
| 3/22 | 7,106   | 497    | 0      | 7,603    |
| 3/23 | 7,618   | 3,840  | 0      | 11,458   |
| 3/24 | 18,802  | 6,058  | 0      | 24,860   |
| 3/25 | 7,674   | 3,206  | 0      | 10,880   |
| 3/26 | 6,530   | 6,379  | 0      | 12,909   |
| 3/27 | 7,697   | 0      | 0      | 7,697    |
| 3/28 | 7,596   | 3,257  | 0      | 10,853   |
| 3/29 | 8,123   | 3,332  | 0      | 11,455   |
| 3/30 | 13,894  | 0      | 0      | 13,894   |
| 3/31 | 0       | 5,854  | 0      | 5,854    |
| 4/1  | 7,095   | 2,739  | 1,792  | 11,626   |
| 4/2  | 1,356   | 0      | 527    | 1,883    |
| 4/3  | 3,211   | 2,753  | 1,160  | 7,124    |
| 4/4  | 10,527  | 0      | 1,140  | 11,667   |
| 4/5  | 0       | 0      | 923    | 923      |
| 4/6  | 0       | 0      | 748    | 748      |
| 4/7  | 0       | 2,520  | 0      | 2,520    |
| 4/8  | 0       | 0      | 1,432  | 1,432    |
| 4/9  | 4,611   | 229    | 403    | 5,243    |
| 4/10 | 0       | 0      | 1,477  | 1,477    |
| 4/11 | 0       | 0      | 1,955  | 1,955    |
| 4/12 | 1,486   | 0      | 1,697  | 3,183    |
| 4/13 | 0       | 0      | 584    | 584      |
| 4/14 | 1,924   | 0      | 259    | 2,183    |
| 4/15 | 600     | 0      | 462    | 1,062    |
| 4/16 | 0       | 0      | 373    | 373      |
| 4/17 | 0       | 0      | 1,307  | 1,307    |
| 4/18 | 0       | 0      | 894    | 894      |
| 4/20 | 1,663   | 618    | 627    | 2,908    |
| 4/21 | 0       | 0      | 1,620  | 1,620    |
| 4/23 | 17      | 0      | 0      | 17       |
| 4/29 | 151     | 0      | 0      | 151      |
| 合計 | 200,023 | 64,649 | 19,380 | 284,052  |

臺灣的引揚事業共動用了212艘船舶，其中83艘為美國製的「自由輪」，運送了近23萬人。此外，部分原日本軍隊與商船在美軍管理下也被投入使用。歸國者主要登陸於大竹、田邊、鹿兒島、宇品、佐世保，另有少數人經名古屋、浦賀、博多入境。

## 第二次引揚
第二次引揚主要針對「留用日僑」與「殘餘日僑」兩類日本人。「留用日僑」指的是受中華民國政府要求而留在台灣，從事教育、科研、產業、農林漁業、交通等工作的日本人。截至1946年4月14日，約有7,174人（含家屬共2萬7,612人）屬於此類。
「殘餘日僑」則包括拒絕回國的潛伏者、密航者、與台灣人結婚但遭離異後尋求歸國者、服刑中的罪犯、戰犯嫌疑人、孤兒、療養機構內的高齡者，以及罹患結核、痲瘋病、精神疾病者。
第二次引揚於1946年10月至12月進行，共動用了9艘船舶，運送1萬8,585人，其中「留用日僑」為1萬6,997人，「殘餘日僑」為1,588人。雖然這些留用日僑原本是因應中華民國政府的需求而留下，因此應由該政府負擔遣返費用，但由於財政困難，最終由日本政府提供6艘船（包括医疗船「橘丸」），中華民國政府提供3艘船（包括「台南號」），共計9艘船進行遣返。

## 第三次引揚
第二次引揚結束後，大部分在台日本人已返回日本，但1947年仍有919名留用日僑（含家屬共3,322人）滯留臺灣。該年2月28日爆發二二八事件，促使留用政策迅速終止。臺灣省政府頒布了《臺灣省殘餘日僑集中遣送實施辦法》。除了重病患者、與臺灣人合法結婚並正在申請國籍者、涉及刑事案件但尚未審結或服刑期滿者，以及經核准可留臺的特例外，其他人都必須強制遣返。
在等待遣返的期間，臺灣省警務處與各地警察機關負責管理及維持秩序，而交通運輸與港口的臨時集結地則由相關機關協助安排。5月7日，醫療船「橘丸」抵達佐世保港，約1,000人上陸。次日，「台南號」抵達同一港口，載運2,203人回國。，5月28日，所有待遣返人員都已集中到基隆港，並順利完成遣送作業，總計遣返432人。
1947年出版的《臺灣省日僑遣送紀實》一書記述自委員會設立開始至1947年5月裁撤為止的工作總報告，主要記載在臺日人之調查報告，亦包含琉球籍民與韓國籍民之調查。。

## 最終階段
1948年5月，海王丸執行第四次引揚，11月再次執行第五次引揚。之後，第六批與第七批遣返行動分別在1948年12月和1949年8月進行，前者遣返了343人，後者遣返了272人。政府層面的臺灣引揚事業正式結束。
1950年代初期，國立台灣大學仍留用磯永吉、松本巍、高坂知武共三名農學專家3名日籍學者留用，分別於1956年、1968年、1983年退休返回日本。

## 知名引揚者
- 西川滿
- 立石鐵臣
- 齋藤勇
- 真杉靜枝
- 羽鳥重郎
- 濱田隼雄
- 坂口䙥子
- 千千岩助太郎
- 木村謹吾
- 竹中信子
- 近藤兵太郎
- 丸山芳登
- 宮原武熊
- 宮田彌太郎
- 池田敏雄 (民俗研究者)
- 山本義信
- 齋藤辰次郎
- 森田一郎（蔣武童）
- 西川潤
- 濱四津敏子
- 石橋政嗣
- 松本俊一
- 大野功統
- 中山侑
- 新垣宏一
- 橫川定
- 吉井長平
- 鹽月桃甫
- 山中公
- 木下靜涯
- 金關丈夫
- 宮本延人
- 馬淵東一
- 山本孕江
- 尾崎秀樹
- 橫光克彥
- 多田美波（日语：多田美波）
- 手島悠介（日语：手島悠介）
- 鳥居鐵也（日语：鳥居鉄也）
- 西林克彥（日语：西林克彦）
- 鳴戶史郎（日语：鳴戸史郎）
- 砂子義一（日语：砂子義一）
- 國分直一
- 淺井惠倫
- 有坂一世
- 四之宮平祐（日语：四之宮平祐）
- 右田昌人（日语：さらぎ徳二）
- 鹿嶌洋起市
- 村崎恭子
- 井深八重（日语：井深八重）
- 大島正泰（日语：大島正泰）
- 德丸明

## 另見
- 灣生
- 在日台灣人
- 在台日本人
- 在台朝鮮人
- 榮丸沈沒事故
- 遺華日僑
- 日本僑俘遣返
- 台灣日治時期日本移民村
- 光榮碼頭
- 基隆港西岸碼頭倉庫

### 來源
1. 1 2 3 4 5  河原（2011年）
2. 1 2 3 4 5 6  加藤（2009年）pg.114
3. ↑  河原功. . 東京: ゆまに書房. 1998: 27.
4. ↑  《臺灣省臺中市政府檔案》. . 臺灣: 國史館.
5. ↑  《臺灣省行政長官公署檔案》. . 臺北市: 國史館.
6. ↑  劉鳳翰. . 臺北市: 國史館. 1997: 648–652、687–698.
7. ↑  吳新榮. . 臺北市: 前衛出版社. 1989: 186.
8. ↑  屬於臺灣人的文化寶庫｜國家文化記憶庫2.0. . 國家文化記憶庫 2.0.   [2025-02-06] （中文（繁體））.
9. ↑  國家發展委員會檔案管理局. . art.archives.gov.tw. 2014-01-01  [2025-02-06]. （原始内容存档于2025-03-09） （中文（臺灣））.
10. ↑  《臺灣省行政長官公署檔案》. . 國史館臺灣文獻館. 1946: 86.
11. ↑  .   [2017-03-13]. （原始内容存档于2017-03-14）.
12. ↑  屬於臺灣人的文化寶庫｜國家文化記憶庫2.0. . 國家文化記憶庫 2.0.   [2025-02-06] （中文（繁體））.
13. ↑  . 國家發展委員會檔案館. 2016-11-16  [2024-02-22]. （原始内容存档于2024-02-22） （中文（臺灣））.
14. ↑  「歴史としての台湾引揚」（台湾引揚研究会編）141ページより【表13】「第一次引揚の月日別・出航地別引揚人数集計表」
15. ↑  臺灣珍藏史料數位典藏及加值應用計畫. . 典藏臺灣. 1945-12-14 –臺灣珍藏史料數位典藏及加值應用計畫、中央研究院臺灣史研究所 （中文（臺灣））.
16. ↑  . 歷史學柑仔店. 2016-09-30  [2025-02-06]. （原始内容存档于2025-03-07） （中文）.
17. ↑  . www.taaze.tw.   [2025-02-06].
18. ↑  王惠珍. . 臺北市: 國立政治大學台灣文學研究所. 2019-12: 35–64.
19. ↑  . nippon.com. 2019-06-21  [2025-02-06]. （原始内容存档于2025-02-22） （中文（繁體））.
20. ↑   (PDF).   [2025-02-06].
21. ↑  中央通訊社. . 中央社 CNA. 2024-11-28  [2025-02-06] （中文（臺灣））.

### 書籍
- 歐素瑛. . 臺北市: 國史館. 2003-09: 201–227.
- 歐素瑛. . 臺北市: 國史館. 2005-09: 145–192.
- 歐素瑛. . 臺北市: 國史館. 2010-09: 287–330.
- 河原功. . 編集復刻版 (不二出版). 2011-11-25. ISBN 978-4835069746 （日语）.
- 加藤聖文. . 東京: 中公新書. 2009-07-25. ISBN 978-4-12-102015-4.

## 外部連結
- 主要題名:遣送日俘日僑歸國-數位典藏與學習聯合目錄(3250298) （页面存档备份，存于）
- 國史館臺灣文獻館-電子報 （页面存档备份，存于）
- 台湾での日々と引き揚げ｜戦争 - 引揚者髙見玉記的證言
- 台湾からの引揚者の労苦 - 平和祈念展示資料館